# Push Mail
Push Mail是用來描述電子郵件系統，提供了一個“永遠在線”的能力：新的電子郵件會在到達郵件傳遞代理（MDA，一般稱為郵件伺服器）時被主動傳送（Push）到用戶郵件代理（MUA，也被稱為電子郵件客戶端）。今天的大多數客戶都是使用智慧型手機來進行Push Mail。

## 移動用戶
雖然推送式電子郵件已經在有線系統上存在多年，但第一個在亞洲以外推出，於可攜的無線裝置上使用Push Mail的系統，是Research In Motion公司的黑莓機服務。在日本，Push Mail由2000年開始即成為手機的一項標準。

### SEVEN
SEVEN（页面存档备份，存于）（SEVEN Networks）提供即時郵件傳遞解决方案给BREW、J2ME、Palm、Windows Mobile和Symbian等手机作業系统，使用SEVEN的电子邮件推送服务，用户可以在450种以上的手机上登录企业邮箱（Microsoft Exchange、IBM Lotus Domino及其他POP/IMAP服务器）和个人邮箱（Gmail、雅虎、Hotmail和其他ISP邮箱），包括HTC、ING、LG、摩托罗拉、诺基亚、Palm、三星、三洋和索尼爱立信等品牌，SEVEN同时还支持双向日历和联系人信息同步。全球有130多家运营商使用SEVEN的技术来支撑移动电子邮件业务，包括Sprint、3UK、中国联通、Telefónica、AT&T和Orange。

### BlackBerry
黑莓機使用無線郵件用戶代理設備和附加於傳統電子郵件系統上的黑莓企業伺服器（BES）。黑莓企業伺服器（BES）監控電子郵件伺服器，當它收到寄給黑莓機用戶的新郵件，它就會擷取一份，然後透過無線網絡把它傳送到BlackBerry手持設備。 
黑莓機很受歡迎，部分原因是它提供了遠程用戶的“即時”電子郵件；新的電子郵件會自動出現在設備上，而不需要用戶作出任何要求。由於黑莓機的成功，其他製造商已經開發push mail至其它手持設備，如Symbian的手機等。

### Nokia Symbian Series 60
Nokia E系列智能手機，並特定N系列智能手機支持push mail，這是兼容微軟的Exchange Server主動同步和直接傳遞，使諾基亞智慧型手機支援接收即時電子郵件以及同步聯絡人名單，日曆和任務與Exchange Server。另外，也支持gps全球衛星定位搜尋。

### Palm OS
Palm的掌上型智慧設備，如在Treo有空閒的IMAP，就可以通過使用第三方軟件ChatterEmail使用push mail。所以，早在2004年，就已經沒有額外的伺服器軟件的需要。

### iPhone
在2007年，手機的最初版本，蘋果公司的iPhone已支持Yahoo的push mail。在2008年7月發布的iPhone OS 2.0操作系統軟件將微軟的Exchange ActiveSync的平台，蘋果公司的手持設備，讓iPhone的同步電子郵件，日曆和聯繫人與Microsoft Exchange Server或可以安裝Kerio郵件伺服器。該軟件更新時增加了其他功能，如常見於企業的移動設備。
此外，在蘋果的2008年全球開發者會議，介紹了MobileMe作為一個基於訂閱的服務，商店的電子郵件，聯繫人和日曆上一個安全的在線伺服器或“雲”和推動這一信息的各種客戶，包括在iPod touch和PC等。

### Windows Mobile
微軟開始提供一個經驗，推動Windows Mobile 5.0操作系統，和真正的推送技術在2007年發布的Windows Mobile 6的名稱是“直推技術”。直推技術是一種額外的功能添加到微軟Exchange 2003年一個新的服務包，增加了通訊和安全功能目前也被稱為AKU2。Exchange Server的功能，推動直接的Outlook通訊電話設備運行至Windows Mobile 5，可令用戶使用現有的無線手機帐户接受通讯录等信息。為了實現在各种電子郵件提供商pushmail，有称为emansio的插件。

### Android
载有Gmail程序的Android设备可以通过Google Sync获得来自Gmail的邮件推送。
Android原生支持Exchange ActiveSync，可以获得来自Microsoft Exchange Server的邮件推送。

## 使用传统的电子邮件模拟邮件推送
传统的移动邮件客户端可以通过频繁向邮件服务器查询新邮件来模拟邮件推送的用户体验。IMAP协议实际上允许在任意时间发送多个（不包括邮件数据的）通知。IDLE（闲置）就是这样一种功能，它告知服务器可以在任何时候发送通知，并通过客户端运行發送通知以外的命令，從而有效地提供了一個等同于推送的用戶體驗。

## 协议
与传统的电子邮件不同，在当前流行的邮件推送系统中所使用的大多是专有的协议。例如，黑莓使用其私有的，由RIM公司开发的协议。但是，例如Push-IMAP标准和部分SyncML标准致力于开发更多的开放式的解决方案。
IETF Lemonade是对IMAP和SMTP的扩展，以使其更符合移动e-mail的需求。其中就包括频繁的IMAP再同步和新的NOTIFY命令。